# Gyrtona camptobasis
Gyrtona camptobasis là một loài bướm đêm trong họ Noctuidae.